# 觀音灣

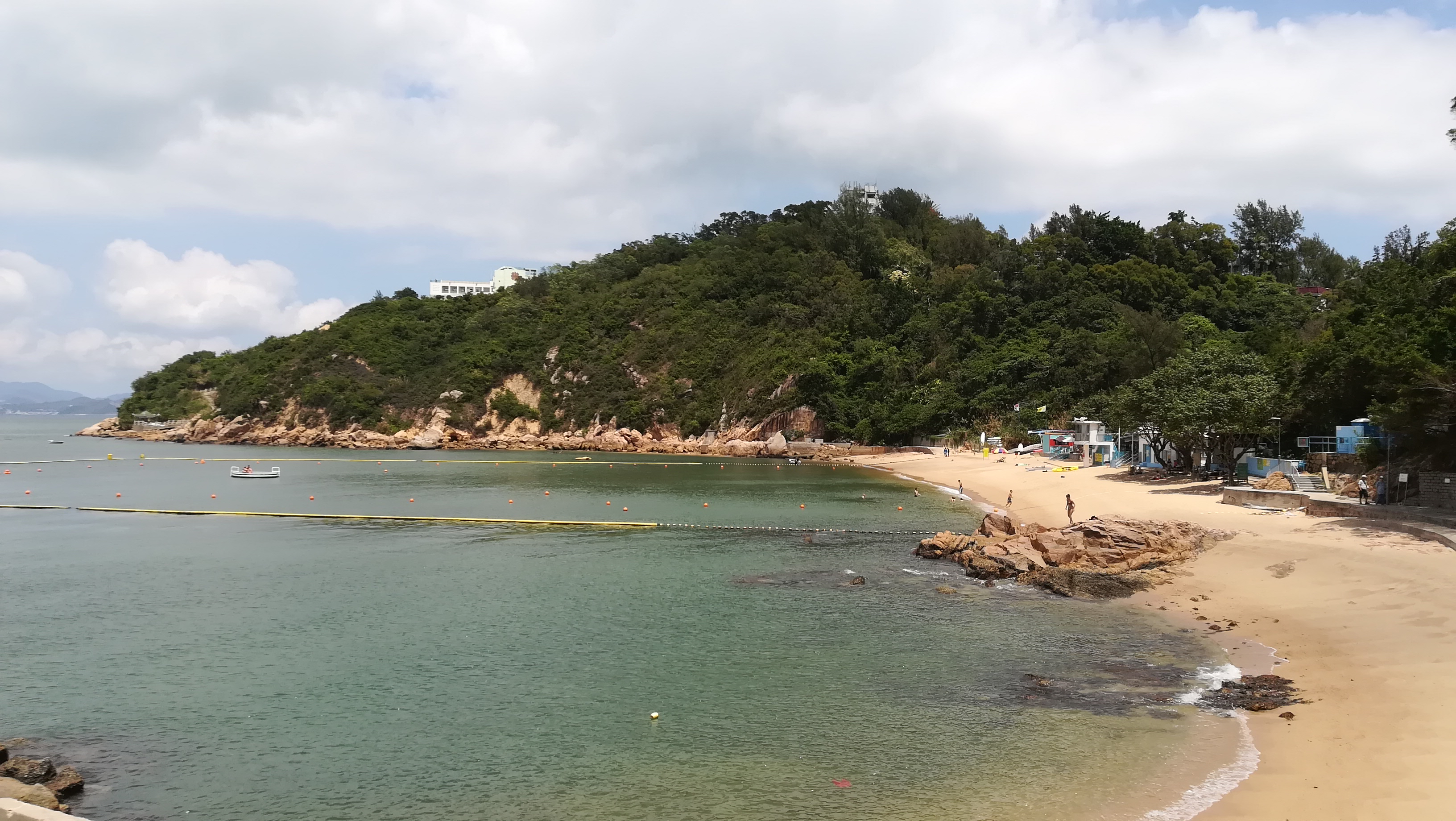
盛夏時的觀音灣泳灘，攝於2018年5月15日

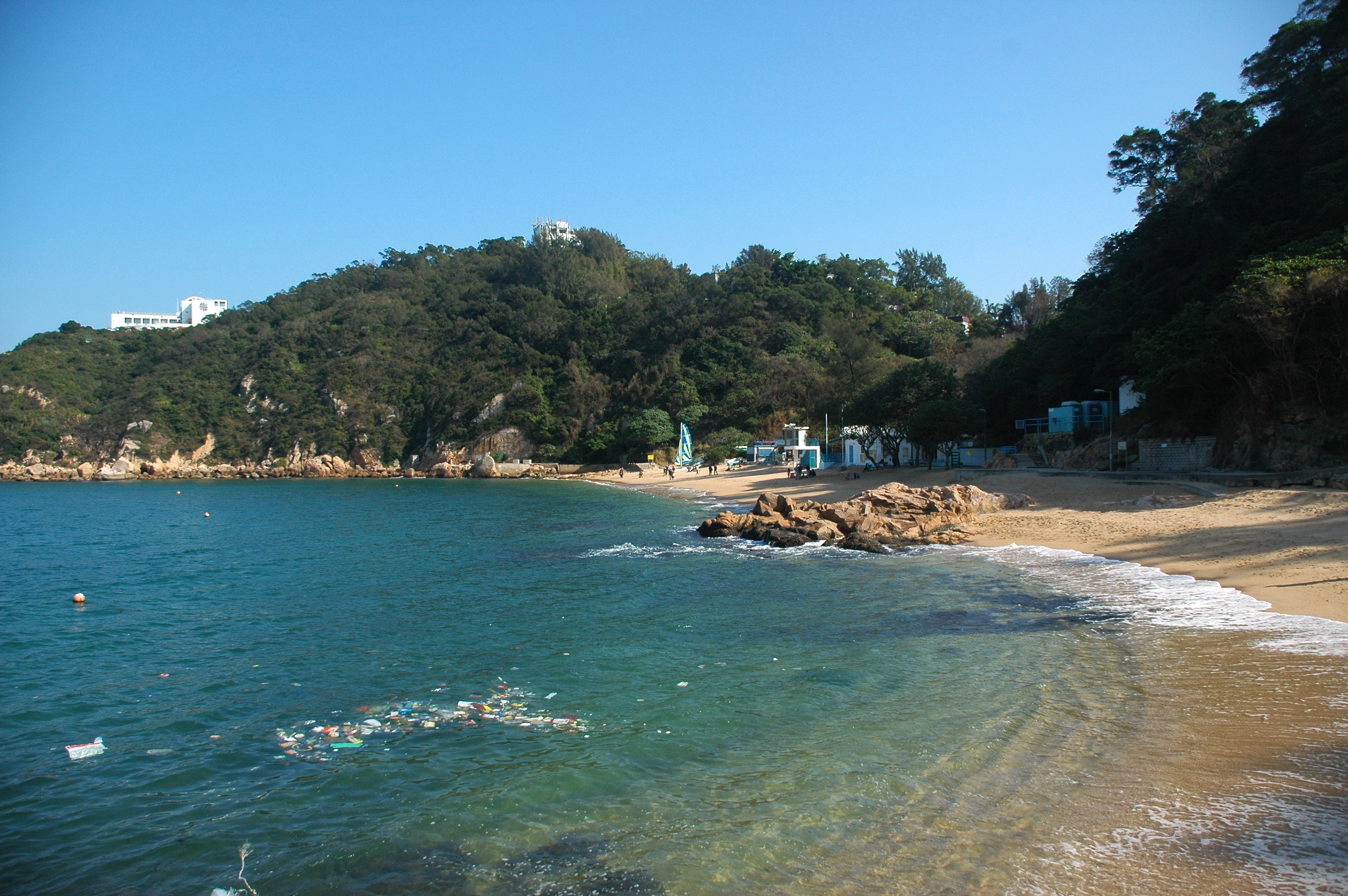
冬季時的觀音灣泳灘，攝於2013年2月11日

22°12′26″N 114°02′03″E / 22.2071°N 114.0343°E
觀音灣（英語：Kwun Yam Wan）是香港一個海灣，位於長洲東南部、東灣的東南面。

## 簡介

### 自然水質
觀音灣泳灘（或）是觀音灣於岸邊的一個泳灘，於1971年開放，現由康樂及文化事務署管理。向來觀音灣泳灘的水質皆是良好，因為鄰近水域清潔，且沒甚麼船隻停泊。

### 設備
此泳灘只有數個臨時廁所及小型泳屋，距離東灣也要5至10分鐘。

## 歷史
自1970年代起，往返中環和長洲的航線啟用，遊客們都嚮往香港的離島海灘，故他們都專程乘船到該處旅遊。可是他們可能希望避過東灣的假日人潮，才到此灣暢泳；所以泳灘至今仍能維持良好水質，長年吸納泳客，因此長洲取代了汀九「新界游泳聖地」的地位了，原因乃1994年至1996年間新界西其他地區興建了連貫屯門、赤鱲角、元朗、邊界和市區的行車道路。

## 交通運輸
- 新渡輪： 中環往返長洲、橫水渡來往坪洲、梅窩、芝麻灣

## 外部連結
- 康樂及文化事務署 - 離島泳灘